# Uli Funke

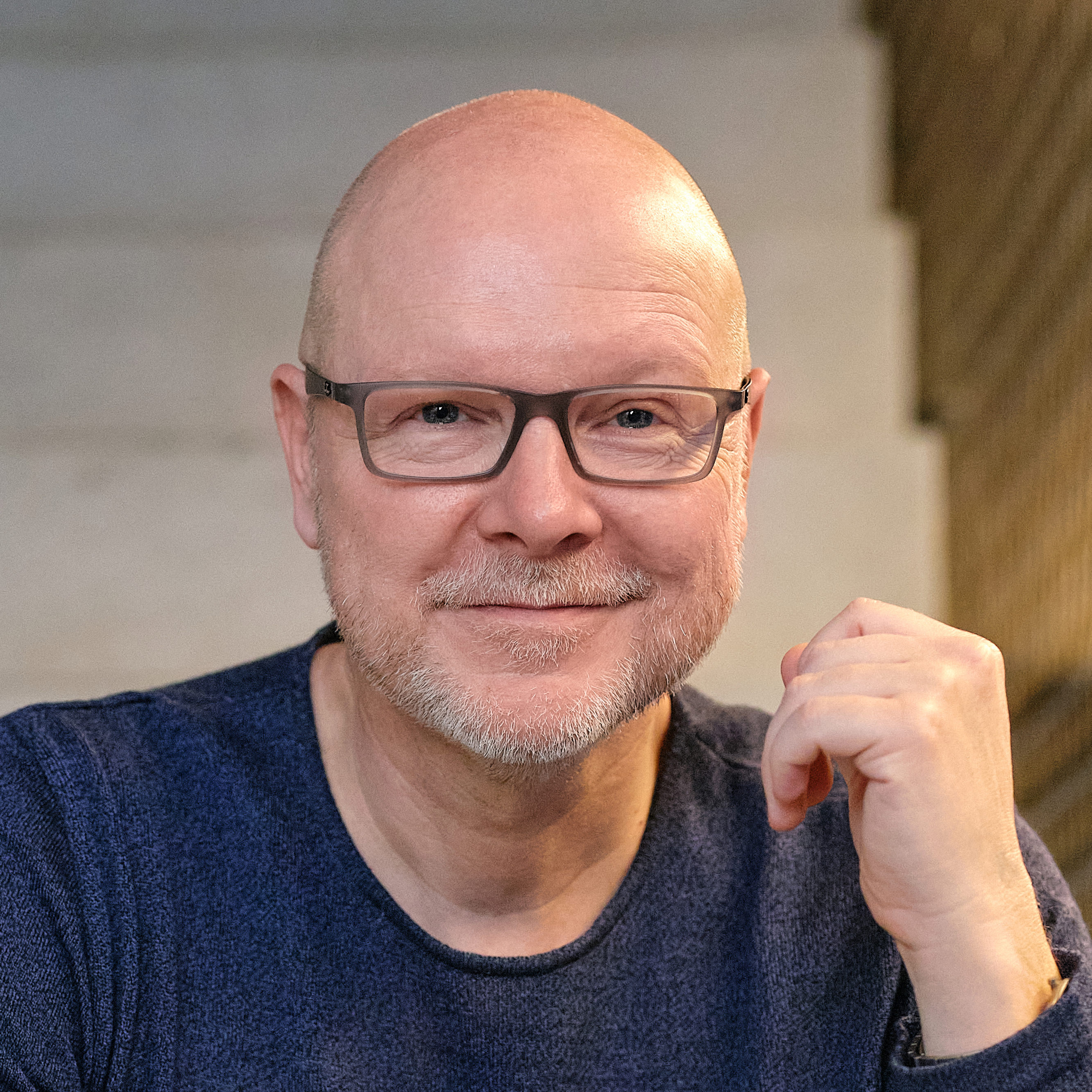
Uli Funke fotografiert 2022 im LUI House Herford. Fotograf: Marius Ahlers

Uli Funke (* 1969 in Neheim-Hüsten) ist ein deutscher Keynote Speaker, Buchautor, Berater, Fotograf und ehemaliger Radio-Chefredakteur.

## Leben
Funke kam 1996 als stellvertretender Chefredakteur zu 94.9 Radio Herford und war dort ab 1997 bis 2009 als Chefredakteur tätig. Seine Nachfolge in dieser Funktion übernahm Jörg Brökel. Funke war danach als Werbe- und Modefotograf tätig. Im Oktober 2021 hat er die Akademie für angewandte Neurowissenschaft A|F|A|N gegründet. Seit November 2021 ist er Dozent beim Institut für Kommunikation und Führung ikf in Luzern, Schweiz, bei dem er im Januar 2024 Studienleiter wurde. Seit 2022 bietet er beim Institut für Persönlichkeit in Köln eine neurowissenschaftliche Weiterbildung für Trainer, Berater und Coaches an.
Von 2016 bis 2022 war er Lehrbeauftragter des Steinbeis-Transfer-Instituts Business Management and Innovation (Steinbeis BMI). Im Mai 2021 hat er den Abschluss als „Master of Cognitive Neuroscience (aon)“ an der „Academy of Neuroscience“ in Köln gemacht. Er ist Mitglied der Akademie für neurowissenschaftliches Bildungsmanagement (AFNB) in Köln, der German Speakers Association, des BDVT (Verband für Training, Beratung und Coaching), wo er seit Januar 2023 im Präsidium das Ressort Netzwerk/Kommunikation verantwortet, des DFJV (Deutscher Fachjournalisten Verband) sowie geschäftsführender Gesellschafter der Durable Group, zu der aktuell acht Unternehmen aus den Bereichen Bildung, Beratung und Gaming gehören.
Sein Motto Erfolg liegt zwischen den Ohren hat Funke sich als Wortmarke schützen lassen.
Funke war 2022–2023 Präsident des Rotary Clubs Herford-Widukind.

## Veröffentlichungen
- Uli Funke: Dem Erfolg auf der Spur. Tredition, Ahrensburg 2019, ISBN 978-3-7497-3688-1.
- Uli Funke: Mindful Business. Tredition, Ahrensburg 2021, ISBN 978-3-347-38190-2.
- Brain For Business; Lernprogramm. Akademie für angewandte Neurowissenschaft A|F|A|N 2022.[14]

## Auszeichnungen
- 2019: Excellence Award für herausragende Leistungen als Keynote Speaker von Hermann Scherer[15]
- 2019–2023: Top Empfehlung von ProvenExpert[16]
- Top Experte D/A/CH vom Erfolg Magazin[17]
- 2020–2023: Die 500 wichtigsten Köpfe der Erfolgswelt vom Erfolg Magazin[18]